# Astrid Folstad

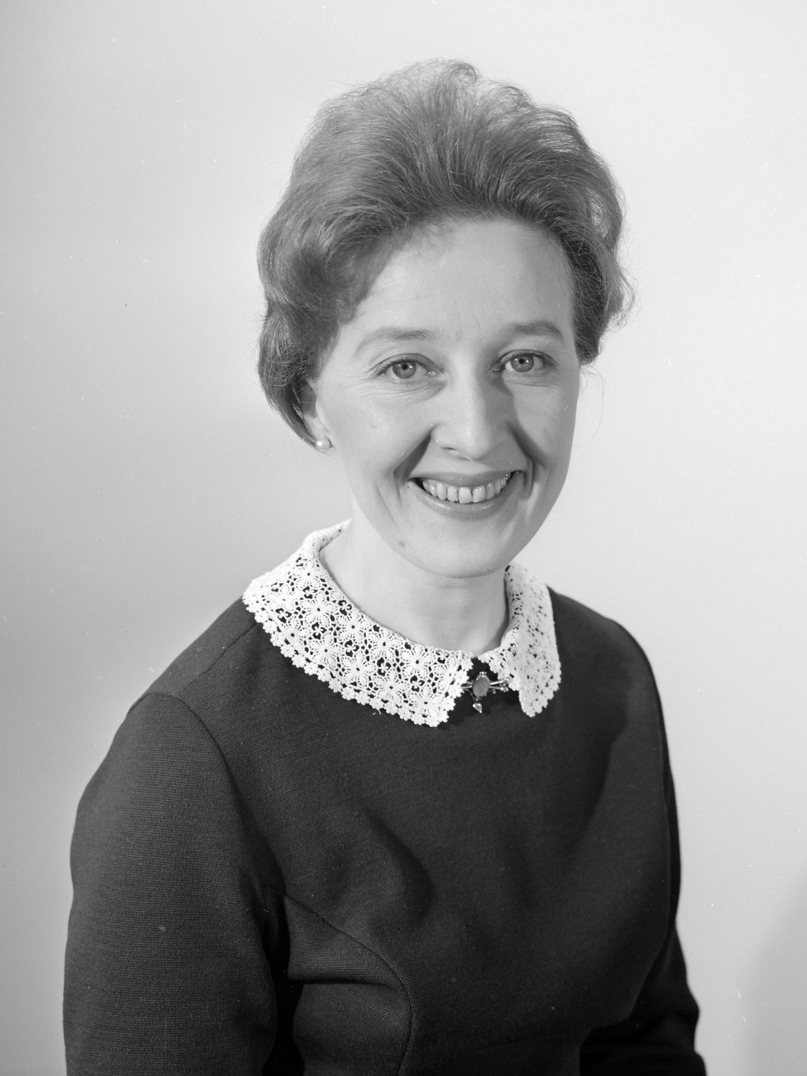
Astrid Folstad um 1967

Astrid Borgny Folstad (* 31. Mai 1932 in Oslo; † 21. Januar 2009 in Bærum) war eine norwegische Schauspielerin.

## Leben
Folstad absolvierte von 1953 bis 1956 eine Schauspielausbildung an der Statens teaterhøgskole in Oslo. Sie debütierte 1955 am Osloer Nationaltheatret und war anschließend von 1956 bis 1959 am Det Norske Teatret sowie ab 1959 wieder am Nationaltheatret. Folstad wirkte auch in mehreren norwegischen Filmen und Fernsehserien mit, darunter Kristin Lavrans Tochter.
Von 1970 bis 1986 war sie Lehrerin an der Statens teaterhøgskole. Bis zu ihrem Ruhestand 2003 wirkte sie neunzig Aufführungen im Theater mit.
Astrid Folstad war mit dem norwegischen Schauspieler Knut Risan verheiratet. Sie wohnte zuletzt bis zu ihrem Tod in Høvik, bei Bærum.

## Filmografie
- 1964: Bernardas hus (Fernsehfilm)
- 1970: Selma Brøter
- 1974: Crash
- 1975: Skraphandlerne
- 1976: Kjære Maren
- 1976: Vårnatt
- 1976: Oss
- 1978: John Gabriel Borkman
- 1985: The Last Place on Earth
- 1990: Lucifer Sensommer - gult og sort
- 1991: Fedrelandet
- 1995: Kristin Lavrans Tochter (Kristin Lavransdatter)
- 1996: Gåten Knut Hamsun (Fernsehserie)
- 1996: Gåten Knut Hamsun (Spielfilm)
- 2002: Lekestue